# 弗兰西丝·布朗恩
弗兰西丝·布朗恩（1816年1月16日—1879年）是一位爱尔兰诗人和小说家。她的代表作是为孩子们创作的短篇童话集：《奶奶的魔法椅子》（Granny's Wonderful Chair）。  

## 生平
弗兰西丝·布朗恩出生于爱尔兰多尼戈爾郡的Stranorlar，在家中十二个小孩里排行第七。她在婴儿时期就失明了。她在自己的作品里回忆童年时期每天晚上自己如何用心学习兄弟姐妹们大声朗读的功课，以及如何分担兄弟姐妹的家务活，为的是让他们读书给她听的往事。 
1840年，弗兰西丝·布朗恩发表了她的第一首诗歌。1844年，她出版了她的诗歌全集，1848年出版了第二卷。1847年，在一个可以为她读书和抄写的姐妹的陪伴下，她离开了多尼戈尔，来到了爱丁堡。她迅速地在爱丁堡的文学圈里站稳了脚跟，并开始创作散文、评论、故事和诗歌，尽管身体状况不佳。1852年，她去了伦敦，在那里写下了她的第一部小说——《生活的馈赠》（My Share of the World，1861年）。她最著名的作品——《奶奶的魔法椅子》（Granny's Wonderful Chair）于1856年问世。